# ژان لوئی کوستیله
ژان لوئی کوستیله (انگلیسی: Jean-Louis Coustillet؛ ۷ ژانویه ۱۹۴۳ – ۱۴ مارس ۲۰۲۱) بازیکن فوتبال اهل فرانسه بود.